# پژو ۶۰۷

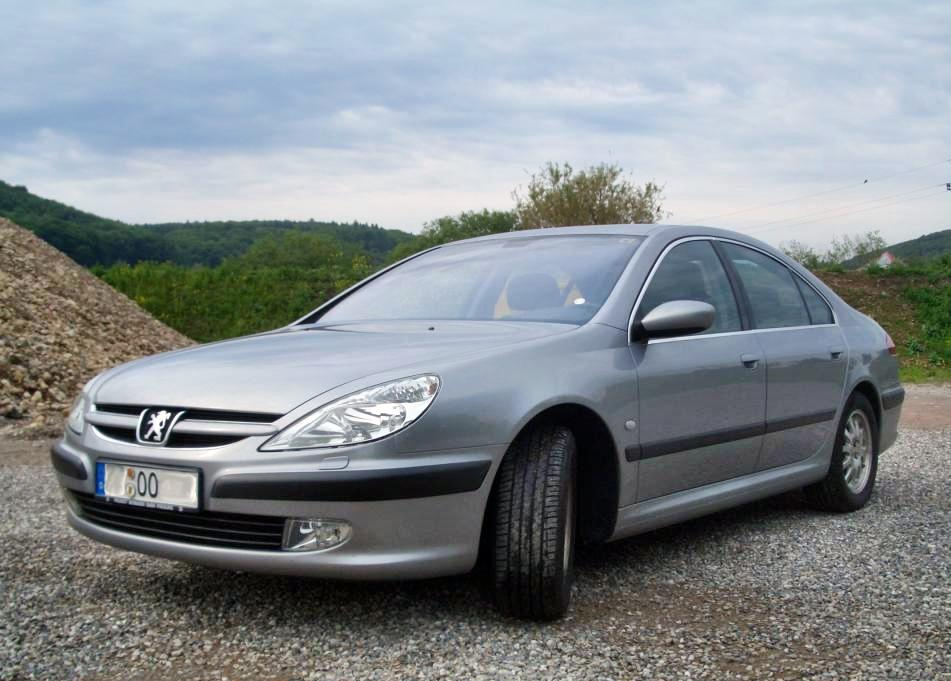
نمای جلو پژو ۶۰۷

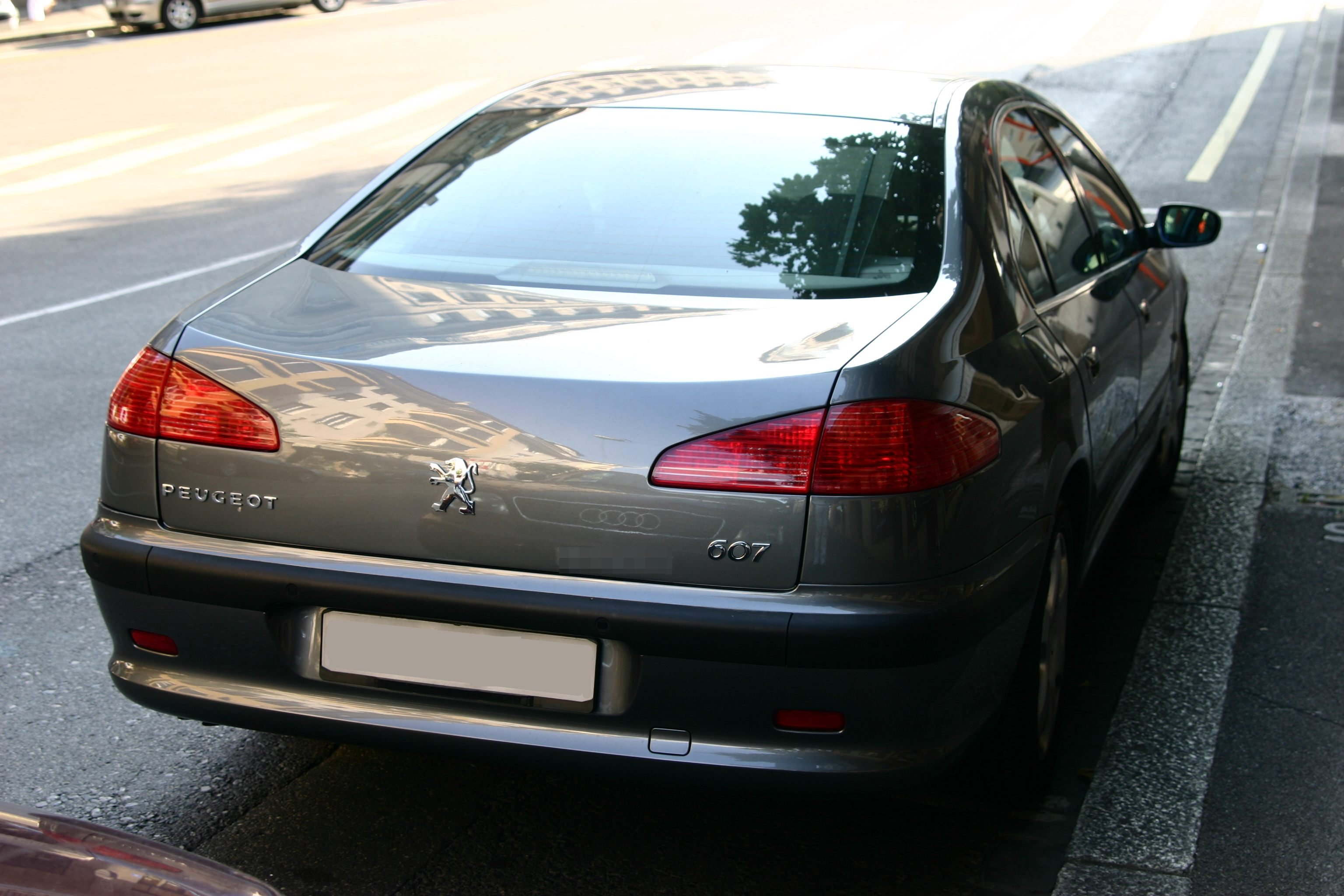
نمای پشت پژو ۶۰۷

پژو ۶۰۷ از نوع خودروی تشریفاتی ساخت شرکت خودروسازی پژو فرانسه می‌باشد. این خودرو از سپتامبر سال ۱۹۹۹ تا ژوئن سال ۲۰۱۰ توسط این شرکت ساخته می‌شده‌است. در ابتدای سال ۲۰۱۱ برنامه‌ریزی شده‌است تا از الگوبرداری از پژوهای ۶۰۷ و ۴۰۷ نسل مدرنتری از خودرو پژو به نام پژو ۵۰۸ تولید شود.
پس از طراحی ۲۰۶ در دپارتمان شرکت پژو این خودرو به نمایش عمومی درآمد و مورد استقبال مردم قرار گرفت و همین پیش زمینه ای برای پایان همکاری پژو و پنینفارینا شد. اما گذشت زمان نشان داد که این ترک به ضرر پژو بوده و انتقادی که برای ۶۰۷ و دیگر پژوهای همنسلش وارد است فقدان اصالت طراحی است.

## تولید و فروش
| سال  | تولید | فروش   | یادداشت |
| ۲۰۰۴ | ن/م   | 18,100 |         |
| ۲۰۰۵ | ن/م   | 19,100 |         |
| ۲۰۰۶ | ن/م   | 10,500 |         |
| ۲۰۰۷ | ن/م   | 7,500  |         |
| ۲۰۰۸ | ن/م   | 3,900  |         |
| ۲۰۰۹ | 900   | 1,900  |         |
| ۲۰۱۰ | 956   | 1,000  |         |
| ۲۰۱۱ | ن/م   | 53     |         |